# بيت الأسدي (بلاد الروس)

تعديل مصدري - تعديل

بيت الأسدي هي إحدى قرى عزلة ربع العبس بمديرية بلاد الروس التابعة لمحافظة صنعاء، بلغ تعداد سكانها 428 نسمة حسب تعداد اليمن لعام 2004.